# الیاف نارگیل

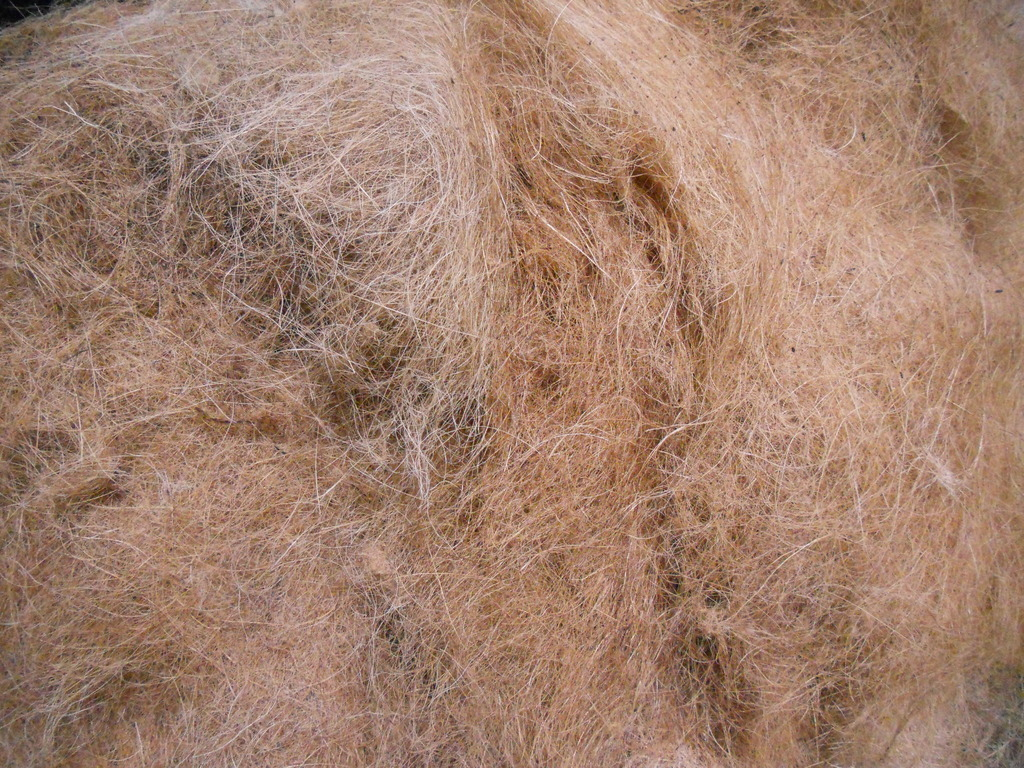
نمای درشت از الیاف نارگیل

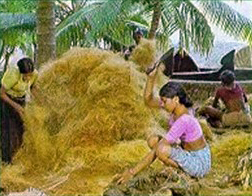
تفکیک الیاف نارگیل

الیاف نارگیل یا فیبر نارگیل (به انگلیسی: coconut fibre) یک الیاف طبیعی استخراج شده از پوسته بیرونی نارگیل است و در محصولاتی مانند موکت و فرش، پادری، برس و تشک کاربرد دارد. الیاف نارگیل ماده الیافی است که بین پوسته سخت و داخلی و لایه خارجی نارگیل یافت می‌شود. از دیگر کاربردهای الیاف قهوه‌ای (ساخته شده از نارگیل رسیده) می‌توان به ساخت پارچه مبلمان، گونی و کاربردهای باغبانی اشاره کرد.
از الیاف سفید که از نارگیل نارس برداشت می‌شود، برای ساخت برس‌های لطیف‌تر، نخ، طناب و تورهای ماهیگیری استفاده می‌شود. الیاف نارگیل این مزیت را دارد که غوطه‌ور نمی‌شود، بنابراین می‌توان آن را در طول‌های بسیار زیاد و در آب‌های عمیق استفاده کرد بدون اینکه وزن اضافی قایق‌ها و شناورها را سنگین کرده و به پایین بکشد.

## تاریخ
نام انگلیسی این کلمه coir است که از واژه kayar که از کلمات تامیل و مالایایی است به معنی طناب آمده است (به نوعی طناب که به شیوه سنتی از الیاف نارگیل ساخته می‌شود گویند). طناب و بند از زمان‌های بسیار قدیم از الیاف نارگیل ساخته می‌شده است. ناوبران هندی که قرن‌ها پیش به مالایا، جاوه، چین و خلیج فارس دریانوردی می‌کردند، طناب ساخته شده از الیاف نارگیل را در کشتی‌های خود به کار می‌بردند. نویسندگان عرب قرن یازدهم میلادی به استفاده گسترده از زغال‌سنگ برای طناب و بادبان‌بندی اشاره کردند.
پیش از نیمه دوم قرن ۱۹ صنعت تولید طناب الیاف نارگیل در انگلیس ثبت شده بود. در سال ۱۸۴۰، کاپیتان ویدلی، با همکاری کاپیتان لوگان و آقای توماس ترلوار، شرکت‌های شناخته‌شده فرش Treloar and Sons را در لودگیت هیل، انگلیس تأسیس کرد که به ساخت نخ از الیاف نارگیل برای استفاده در موکت‌ها و فرش‌ها مختلف مشغول بودند.

## ساختار

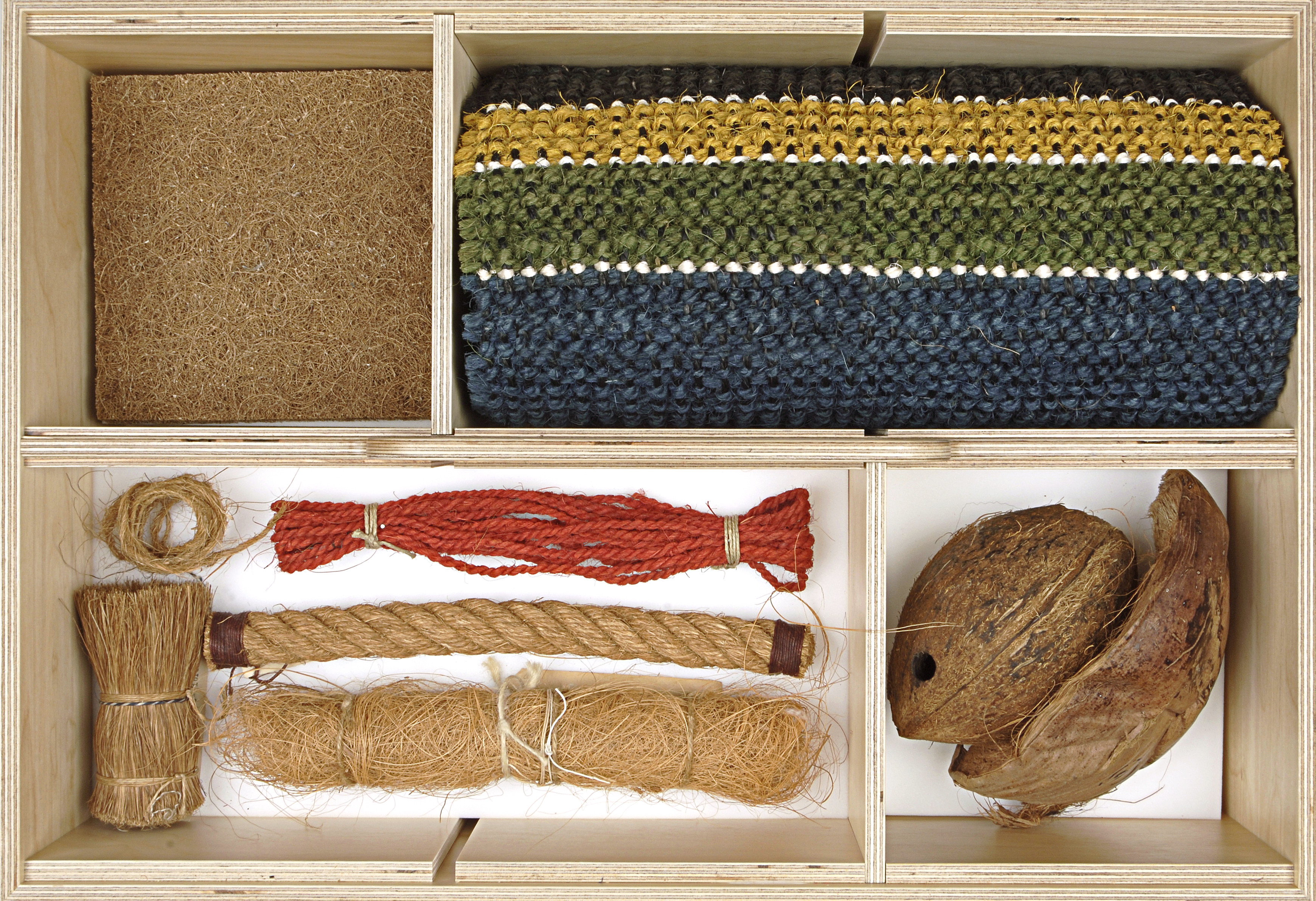
اشکال مختلفی که فیبر الیاف نارگیل در آنها ظاهر می‌شود

الیاف نارگیل بین پوسته سخت و داخلی و لایه بیرونی نارگیل یافت می‌شود. سلولهای فیبر باریک و توخالی هستند و دارای دیواره‌های ضخیمی از سلولز می‌باشند. آنها در صورتی که نارگیل رسیده نباشد کمرنگ می‌باشند، اما بعداً با قرار گرفتن لایه ای از لیگنین در دیواره‌هایشان، سفت و زردتر می‌شوند. هر سلول حدود ۱ میلیمتر طول و ۱۰ تا ۲۰ میکرومتر قطر دارد.
الیاف به‌طور معمول ۱۰ تا ۳۰ سانتیمتر طول دارند دو نوع الیاف سفید قهوه‌ای و سفید موجود است. الیاف قهوه‌ای که از نارگیل‌های کاملاً رسیده برداشت می‌شود، ضخیم، قوی و دارای مقاومت سایشی بالایی است. به‌طور معمول در موکت‌ها، برس‌ها و گونی‌ها به کار می‌روند. الیاف نارگیل قهوه‌ای بالغ حاوی لیگنین بیشتر و سلولز کمتری نسبت به الیافی مانند کتان و پنبه می‌باشد.
بنابراین استحکام بیشتر ولی انعطاف‌پذیری کمتری دارند. الیاف سفید که از نارگیل نرسیده برداشت می‌شود سفید یا قهوه‌ای روشن بوده و صاف‌تر و ظریف‌تر بوده ولی ضعیف‌تر نیز است. معمولاً آنها را به هم می‌تابند تا نخ مورد استفاده در حصیر یا طناب ساخته شود.
الیاف نارگیل نسبتاً ضدآب است و یکی از معدود الیاف طبیعی است که در برابر صدمات آب شور مقاوم است. از آب شیرین برای فرآوری الیاف قهوه‌ای استفاده می‌شود، در حالی که برای تولید الیاف سفید می‌توان هم آب دریا و هم آب شیرین را به کار برد.

## کاربردها

### طناب، بسته‌بندی، تختخواب، کفپوش و سایر موارد

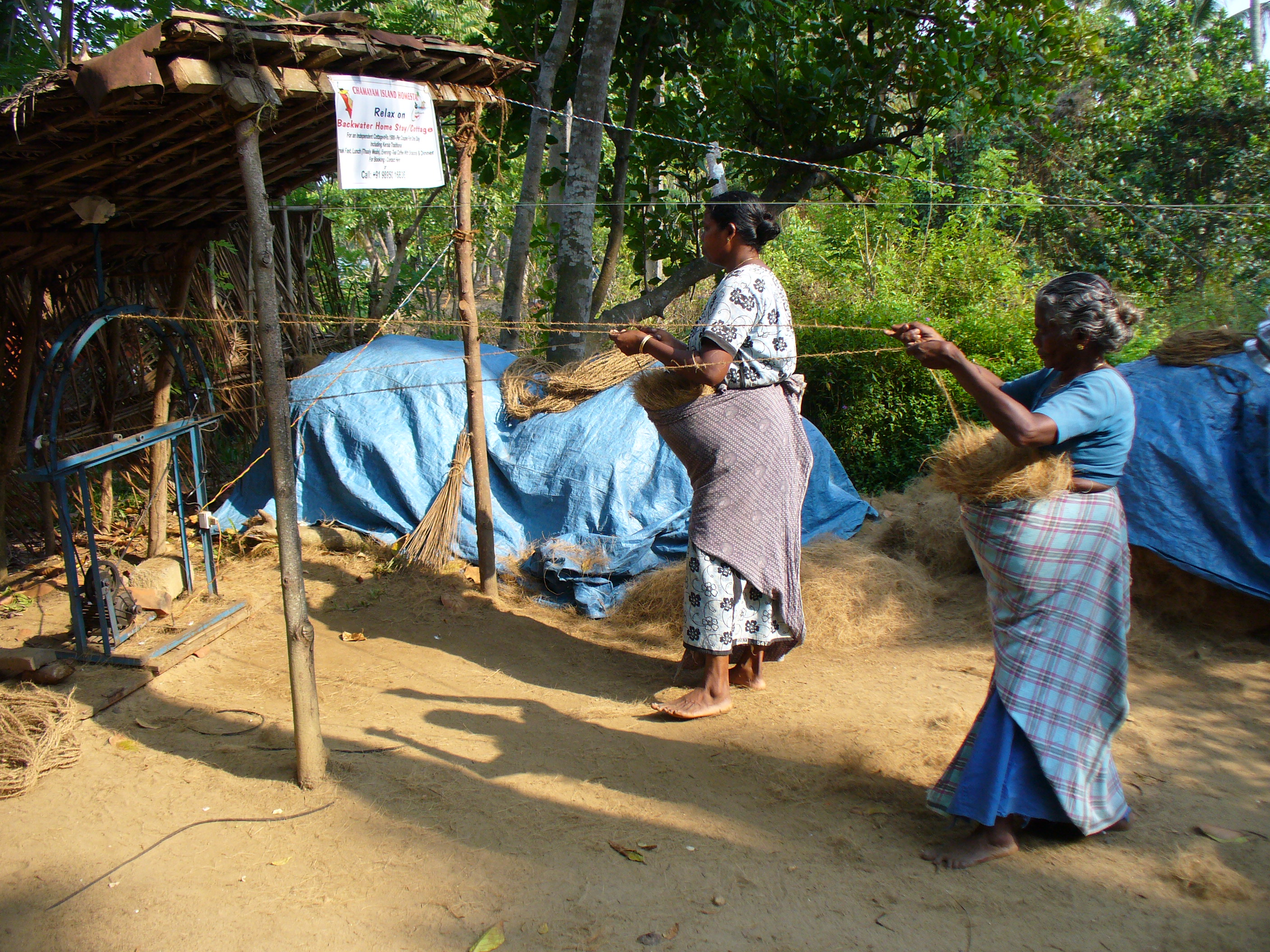
ساخت طناب الیاف نارگیل در کرالا، هند

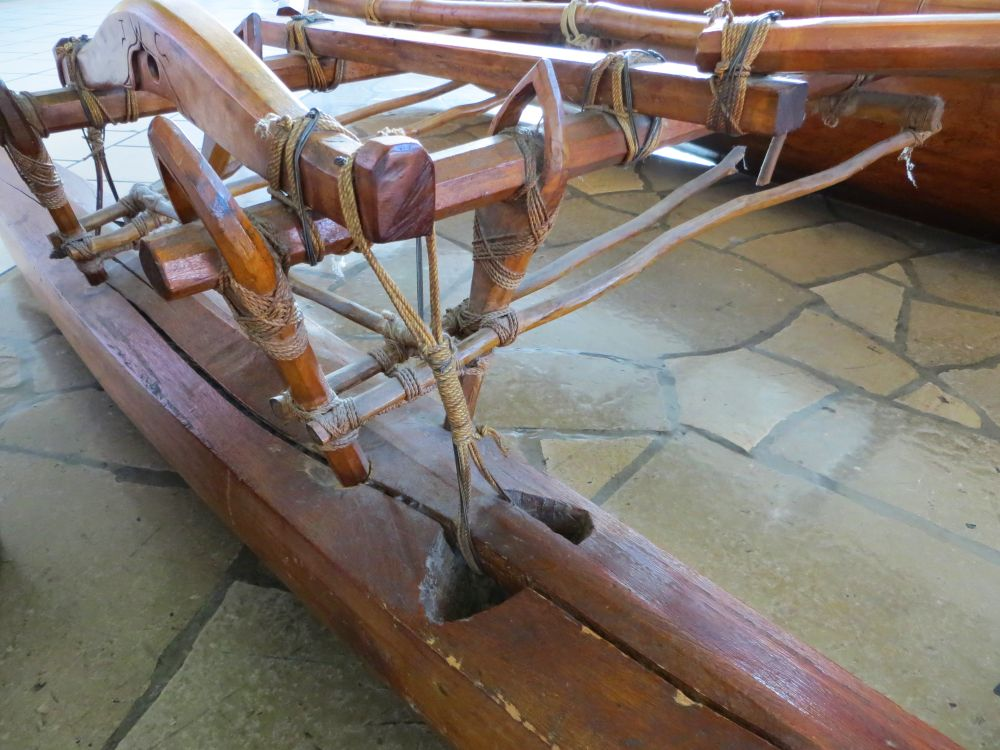
تمام قسمتهای قایق با طنابهای الیاف نارگیل به هم متصل شده‌اند

از الیاف قرمز در موکت‌ها و پادری‌ها، برس‌ها، تشک‌ها، کاشی و برای ساخت گونی استفاده می‌شود. مقدار کمی از الیاف قرمز نیز به ریسمان تبدیل می‌شود.